# Otto Lehmann (Politiker)
Otto Lehmann (* 21. März 1892 in Ströbeck; † 15. Juli 1973 in Springe) war ein deutscher Politiker (NSDAP).

## Leben und Wirken
Nach dem Besuch der Dorfschule und des Halberstädter Realgymnasiums, das er mit dem Abitur abschloss, arbeitete Lehmann als Landwirtschaftslehrling und Feldverwalter auf mehreren Gütern. Später studierte er vier Semester lang Rechtswissenschaften an der Universität Halle. Zwischenzeitlich gehörte er dem Feldartillerie-Regiment 75 als Einjährig-Freiwilliger an. 
Von 1914 bis 1918 nahm Lehmann am Ersten Weltkrieg teil, zunächst ab 1914 als Leutnant der Reserve im Westen beim Altmärkischen Feldartillerie-Regiment 40. 1915 folgte seine Versetzung als Kompanieführer in den Osten, wo er dem Reserve-Infanterie-Regiment 1 angehörte. Während dieser Zeit verlor er bei Kampfhandlungen durch einen Kopfschuss sein rechtes Augenlicht und Gehör. 1916 kam Lehmann zum Staffelstab 125, der im Osten und Westen eingesetzt wurde. In den Jahren 1917 und 1918 kämpfte er als Batterieführer im Westen beim Reserve-Feldartillerie-Regiment 7. Nach Kriegsende beteiligte er sich in München-Pasing am Kampf gegen die Novemberrevolution. Im Krieg erhielt er das Eiserne Kreuz beider Klassen. Nach dem Krieg war Lehmann als Landwirt auf dem väterlichen Bauernhof tätig. 1926 heiratete er. Zur selben Zeit pachtete er den landwirtschaftlichen Betrieb seines Vaters, den er 1932 als Eigentümer übernahm. 
1914 war Lehmann Mitglied im Bund der Landwirte geworden. 1919 trat er dem Deutschvölkischen Schutz- und Trutzbund und später der Deutschvölkischen Freiheitsbewegung (DVFB) bei. Für beide Organisationen war er zeitweise als Ortsgruppenleiter von Ströbeck tätig. Zum 1. Januar 1931 trat Lehmann der NSDAP bei (Mitgliedsnummer 388.437). Bereits seit November 1930 war er für die Partei als landwirtschaftlicher Kreisfachberater für Halberstadt-Wernigerode tätig gewesen. Im agrarpolitischen Apparat der NSDAP fungierte er ab 1932 als Abschnittsfachberater für den Nordharz und die Börde und als stellvertretender Gaufachberater für Magdeburg-Anhalt. Von 1932 bis zur Auflösung dieser Körperschaft im Herbst 1933 war Lehmann Mitglied des Preußischen Landtages.
Nach der Machtübertragung an die Nationalsozialisten übernahm Lehmann im Reichsnährstand vom 5. Oktober 1933 bis zum 25. April 1934 Aufgaben als Kreisbauernführer für Halberstadt-Wernigerode. Vom 22. September 1933 bis 9. Februar 1936 amtierte er als Landeshauptabteilungsleiter I der Landesbauernschaft Sachsen-Anhalt. Anschließend wurde er mit dem Amt des Landesbauernführers der Landesbauernschaft Sachsen-Anhalt betraut. Von 1934 bis 1936 bekleidete er außerdem das Amt eines Preußischen Erbhofrichters und von 1934 bis 1945 das eines Reichsarbeitsrichters. Darüber hinaus war er Mitglied des Reichsbauernrates und der Arbeitskammer Halle-Merseburg. Vom 10. Februar 1936 bis zum 20. April 1937 war er geschäftsführender stellvertretender Landesbauernführer für die Provinz Sachsen und das Land Anhalt.
Von März 1936 bis zum Ende der NS-Herrschaft im Frühjahr 1945 saß Lehmann als Abgeordneter für den Wahlkreis 10 (Magdeburg) im nationalsozialistischen Reichstag. In der SS (SS-Nr. 276.160), in die er am 20. Februar 1936 eintrat und Aufgaben als Bauernreferent im SS-Abschnitt XVI übernahm, hatte er ab April 1937 nominell den Rang eines Standartenführers inne. Ab dem 29. Juni 1937 war er bis Kriegsende Bauernreferent beim SS-Abschnitt XVI (Dessau). Am 1. Februar 1941 wurde er Preußischer Provinzialrat der Provinz Sachsen. Am 6. Februar 1943 wurde Lehmann zum SS-Oberführer befördert. Am 1. Mai 1944 wurde er unter Beibehaltung seiner Stellung als Bauernreferent zum nebenamtlichen SS-Führer im Stab des SS-Abschnitts XVI ernannt. Nach Kriegsende lebte er in Springe.